# Амосов, Осип Петрович
Осип Петрович Амосов (1766-после 1820) — русский кораблестроитель, корабельный мастер 8-го класса, форстмейстер в Архангельской губернии.

## Биография
Осип Петрович Амосов родился в 1766 году в Архангельске. Был старшим сыном в семье корабельного комендора Архангельского адмиралтейства Петра Афанасьевича Амосова. Младший брат Осипа — Иван стал известным кораблестроителем, брат — Афанасий, окончил Училище флотских штурманов, служил на судах Белого и Балтийского морей, дослужился до чина подполковника.
Весной 1778 года Осип Амосов стал учеником корабельного мастера полковничьего ранга, управлявшего казённой Соломбальской верфью М. Д. Портнова. Осип был определён на службу в адмиралтейство «тимерманским учеником 2-го класса». На протяжении 10 лет принимал участие в строительстве кораблей 74-пушечного корабля линейного корабля «Ярослав», « Всеслав», «Владислав», «Мстислав», «Кир Иоанн», «Пётр» и другие, которые строились на Соломбальской верфи под руководством М. Д. Портнова, а затем корабельного мастера Г. Игнатьева.
В 1787 году, после завершения обучения Осип сдал экзамен по корабельной архитектуре Портнову и его произвели в «обученные тимерманы». Весной 1791 года Осип был произведён в корабельные подмастерья и, получив чин прапорщика, отбыл на новое место службы — в Санкт-Петербургское Главное Адмиралтейство, где работал под руководством корабельных мастеров В. А. Сарычева, Массальского и Ивана Кутыгина.
В 1798 году Осип Петрович был назначен форштеймейстером — заведующим всеми корабельными лесами Архангельской губернии. Занимаясь лесозаготовками, отбором и сортировкой лесоматериалов для постройки кораблей, Амосов неоднократно писал прошения о том, чтобы его вернули на верфи и дали возможность снова строить корабли.
В апреле 1805 года Осип Амосов был назначен корабельным мастером и откомандирован для дальнейшей службы в Севастополь, но пробыл там недолго. Передав работу по организации судостроения в Севастопольском адмиралтействе корабельному мастеру И. И. Юхарину, О. П. Амосов убыл в Санкт-Петербург в Дирекцию кораблестроения Морского департамента. Амосов стал заниматься материальным обеспечением строительства и ремонта военных судов на верфях адмиралтейств всех портов Российской империи.
В 1814 году Осип Петрович Амосов в чине 8-го класса был направлен из Санкт-Петербурга в Казань, где ведал отбором, выбраковкой, сортировкой и отпуском с низовых пристаней драгоценных дубовых лесоматериалов для столичных адмиралтейств. В 20-х годах Осип Петрович простудился и в результате затянувшейся болезни вышел в отставку, а вскоре — скончался.

## Память
- В романе «Фаворит» В. Пикуль создал собирательный образ кораблестроителя Прохора Акимовича Курносова на примере биографии двух братьев кораблестроителей Амосовых Осипа и Ивана[5].